# モンタナ・ジョー
モンタナ・ジョー（Montana Joe、1919年10月19日 - 2004年1月23日）は、シカゴ・アウトフィットに属したギャングスター。トーキョー・ジョー（Tokyo Joe）とも呼ばれた。日系アメリカ人であり、本名はケン・エトウ（日本名：衛藤 健）。

## 生涯
大分県出身でアメリカへ移住した宣教師・衛藤衛の長男としてカリフォルニア州ストックトンで生まれる。14歳のときに父親と喧嘩をして家を飛び出し、2度と帰らなかった。その後、サンフランシスコなどに行き、いかさま賭博をしながら生活する。
1941年12月7日に太平洋戦争が始まると、日系人の強制収容命令によりアイダホ州のミニドカ収容センターに収容される。
1940年代にニューヨークのイタリア人街（リトル・イタリー）の賭博場で働くが、ある日、ニューイングランドのマフィアであったレイモンド・パトリアルカの部下から賭博パーティーでのディーラーの依頼を受ける。パーティーの後でニューヨークのイタリア系マフィア（コーサ・ノストラ）のボスの一人であったカルロ・ガンビーノと会う機会を得た。数日後ガンビーノ邸へ行き、そこでシカゴ・マフィア（シカゴ・アウトフィット）の大物ジョゼフ・アイウッパを紹介され、1950年2月にシカゴへ向かう。そこで、シカゴの顔役であったヘンズ・マガディーノのアドバイスに従い、ノースクラーク・ストリートの日本人街にポーカー・ゲームの賭博場を開く。ジョーの合理的なカジノ経営に加え、パトリアルカやアイウッパ、マガディーノといった大物ボスの後ろ盾もあり、縄張りを拡大していった。ジョーは血統や人種に関係なく信頼がおける者は組織に加えていった。
この頃、ジョーはアイルランド系のシャノンというシンガーとアイウッパの誕生日パーティーで出会い、1951年に結婚した。
1953年にジョー率いるモンタナ・ファミリーはイタリア人が経営するスパゲティ・ハウスの地下に全米で開催される競馬のノミ屋を開いた。しかし、この賭博場はジェス・バンディーノの賭博場の近くでバンディーノを刺激することとなり、バンディーノ・ファミリーとの抗争が始まった。また、バンディーノは弟が戦争で日系2世部隊（442部隊）との戦闘で命を落としていたため、徹底した日本人嫌いだった上、大戦中にジョーは日系二世部隊として従軍していた、という因縁もあった。両者は抗争を続けながらもモンタナ・ファミリーは3～4年で縄張りを約2倍に広げていった。1957年夏、ファミリーの仲間が暗殺されたため、ジョーはシカゴの大ボスのアイウッパに会い、バンディーノに困っていると伝えると、数週間後、バンディーノが突然失踪し、ボスを失ったバンディーノ・ファミリーは勢力を失った。
宿敵がいなくなった1960年代、モンタナ・ファミリーは勢力を伸ばし、その賭博ネットワークはシカゴ北地区全域を覆うほどになっていた。ジョー自身はマフィア上層部の会議に出席するほどの、シカゴマフィア界の幹部へと出世した。1960年代半ばには活動拠点をラスベガスにも持つようになる。1970年代後半には秘密の賭博場を数十件所有し、レストランやナイトクラブの経営、不動産にも着手していた。
1980年8月、シカゴ郊外のメルローズパークのホテルで不法賭博を開帳中にFBIの手入れを受け、逮捕され有罪になった。ついで1982年5月、モンテというカード賭博を開帳中に警察に踏み込まれ、クック郡大陪審によって起訴された。ジョーは1983年1月19日にシカゴ連邦地裁で有罪判決を受けた。
保釈中だった2月10日にカポレジームでシカゴ北部のボス・ヴィンセント・ソラノ (Vincent Solano) から食事に誘われる。ジョーらが約束の場所に着くとソラノの2人の部下が待ち受けており、頭を３発、撃たれた。しかし、奇跡的に一命を取り留め、近くの薬局に助けを求めた。入院中にジョーは自分を逮捕したFBI捜査官エレイン・スミスを呼んだ。駆け付けたエレインと連邦検事ジェレミー・マーゴリスに「ソラノがジョーの生存を知れば、必ず再び暗殺しようとする」と説得され、ジョーはFBI証人保護プログラムに入ることを決心する。一方、ジョーの暗殺を謀ったソラノの2人の部下は襲撃の5ヶ月後、絞殺体となって発見された。
1983年4月、当局への捜査協力で刑が軽減されたのか、ジョーは不法賭博開帳の罪で5年の保護観察処分となった。FBIの証人保護プログラムによりアメリカ政府公認の匿名の存在となり、連邦保安官による最高度の警護を24時間態勢で受け、誰も知らない場所で暮らすことになる。1985年4月22日、大統領諮問委員会がシカゴで開いた公聴会に証人として呼ばれた。公聴会では自分の姿を隠すため目の部分をくり抜いた黒い頭巾をかぶり、黒のマントで全身を覆っていた。その際、自身が命を狙われた理由について「自分がイタリア人ではなかったから」と述べている。この公聴会の後、ジョーが公の場に現れることはなかった。その後のジョーの証言によって当時のシカゴ・マフィアは次々に摘発され、壊滅状態に追いやられた。なお、この事件は読売新聞シカゴ支局より東京本社へ送られて「日本人のマフィア」として記事になっている。
1992年2月16日、ジョーの父・衛は109歳で死去。訃報はロスの日本語新聞で伝えられたが、そこには喪主としてジョーの名があった。しかし、葬儀ではジョーの姿は確認できなかったという。
2004年1月23日、ジョーはジョージア州で死去したと報じられた。晩年は、アトランタ・ブレーブスの試合を観戦したり、釣りや社交ダンスに興じるなど穏やかであったという。
2008年10月、ジョーの数奇な人生物語は、奥山和由プロデューサー、小栗謙一監督によって映画化され、2008年12月13日に「TOKYO JOE マフィアを売った男」として全国映画館で封切りされた。ジョーの息子スティーブ、FBI捜査官エレイン・スミス、連邦検事ジェレミー・マーゴリスをはじめとするジョーを知っていた人たちのインタビューを交えた映画で、東北新社とフジテレビジョンの共同制作。
2019年秋、Roger Towne脚本になる下記の村上早人の著書を原作とした映画『モンタナ・ジョー』の製作が開始される予定。

## 参考資料
- 『モンタナ・ジョー - マフィアのドンになった日本人』、村上早人、小学館、2004年 ISBN 4093875375
- 『驚きももの木20世紀』1996年6月21日放送
- 『TOKYO JOE - マフィアを売った男』、エレイン・スミス、講談社、2008年 ISBN 4062151383
- Schilling, Mark (December 26, 2008). "Tokyo Joe: Mafia o Utta Otoko". The Japan Times